# Will Bratt
William Bratt, detto Will (Banbury, 13 aprile 1988), è un pilota automobilistico britannico.

## Carriera

### T Cars
Dopo tre stagioni in Super 1 karting, Bratt passa alle T Cars campionato riservato per giovani piloti, nel 2003. Finì quarto nella stagione di esordio, vincendo in una gara a Snetterton. Vinse la stagione 2004 finendo sempre a podio in 18 gare, conquistando 15 gare, con 58 punti di vantaggio sul secondo, Ruth Senior.

### Formula Renault
Dopo la T Cars, Bratt disputa nel 2004 la Formula Renault UK Winter Series, con la Scorpio Motorsport. Termina undicesimo nel campionato, uscendo per un solo punto dai primi dieci della classifica finale. L'anno seguente partecipa alla serie principale del campionato. Termina quindicesimo nella classifica finale, e secondo nella Graduate Cup riservata ai rookie. Sempre con la Scorpio paretcipa alla Winter Series, terminando nono con 54 punti.
Nel 2006 resta nella categoria in cui vince una gara sul Circuito di Oulton Park. Finisce a podio anche a Donington Park conquistando così l'ottavo posto finale. Nel 2007 Bratt diviene uno dei pretendenti al titolo nella categoria vista ormai la sua esperienza: vince due volte a Croft, a Oulton Park e sul Circuito di Brands Hatch, ma lo strapotere delle vetture del team Fortec lo fa chiudere in classifica solo terzo, con 32 punti di margine sul quarto, Adam Christodoulou. Questi risultati lo fanno entrare nel programma "Rising Star" del British Racing Drivers' Club.
Al termine della stagione Bratt corre nell'Autumn Trophy della Formula Palmer Audi, terminando secondo ma senza vittorie in gara. Nel 2008 corre ancora in F.Renault, rimpiazzando Sho Hanawa nella gara svolta a Silverstone.

### Formula 3
Bratt emigra in Spagna per gareggiare nella F3 col team di Emilio de Villota. Dopo un buon debutto nelle gare di Jarama, Bratt ottiene pole e primo podio a Spa. Dopo un periodo di appannamento, Bratt finisce bene la stagione con alcuni podi nelle gare finali a Barcellona e Jerez, chiudendo quinto in classifica generale.

### Euroseries 3000
Sempre con de Villota, passa nel 2009 all'Euroseries 3000. L'inglese si aggiudica il campionato con 71 punti e quattro vittorie, così come Marco Bonanomi. Il britannico prevale per un maggior numero di secondi posti, 3 contro 2.

### GP2 Series
Come premio per la vittoria nel campionato, Bratt ottiene un volante nella GP2 Asia Series del 2009-2010 grazie all'appoggio della Coloni Motorsport.

### Formula 2
Nel 2010 Bratt parteciperà al campionato di Formula 2.

## Risultati

### Sommario
| Stagione | Serie                                    | Team                           | Gare | Vittorie | Pole | GPV | Podi | Pt. | Pos. |
| -------- | ---------------------------------------- | ------------------------------ | ---- | -------- | ---- | --- | ---- | --- | ---- |
| 2003     | T Cars                                   |                                | 20   | 1        | 0    | ?   | 6    | 308 | 4º   |
| 2004     | T Cars                                   |                                | 18   | 14       | 16   | ?   | 18   | 350 | 1º   |
| 2004     | Formula Renault Britannica               | Scorpio Motorsport             | 4    | 0        | 0    | 0   | 0    | 40  | 11º  |
| 2005     | Formula Renault Britannica               | Scorpio Motorsport             | 20   | 0        | 0    | 0   | 0    | 95  | 15º  |
| 2005     | Formula Renault Britannica Winter Series | Scorpio Motorsport             | 4    | 0        | 0    | ?   | 0    | 54  | 9º   |
| 2006     | Formula Renault Britannica               | Apotex Scorpio Motorsport      | 20   | 1        | 0    | 0   | 2    | 263 | 8º   |
| 2007     | Formula Renault Britannica               | Apotex Scorpio Motorsport      | 20   | 4        | 2    | 1   | 7    | 416 | 3º   |
| 2007     | Formula Palmer Audi Winter Trophy        |                                | 6    | 0        | 2    | 1   | 3    | 97  | 2º   |
| 2008     | F3 spagnola                              | EmiliodeVillota.com Motorsport | 17   | 0        | 1    | 2   | 5    | 67  | 6º   |
| 2008     | Formula Renault Britannica               | Apotex Scorpio Motorsport      | 2    | 0        | 0    | 0   | 0    | 14  | 23º  |
| 2009     | Euroseries 3000                          | EmiliodeVillota.com Motorsport | 13   | 4        | 2    | 3   | 9    | 71  | 1º   |
| 2009–10  | GP2 Asia Series                          | Scuderia Coloni                | 8    | 0        | 0    | 0   | 0    | 0   | 25º  |

### GP2 Asia
(legenda) (Le gare in grassetto indicano la pole position) (Gare in corsivo indicano Gpv)
| Stagione  | Team            | 1           | 2            | 3           | 4           | 5           | 6            | 7           | 8           | Cl. | Punti |
| --------- | --------------- | ----------- | ------------ | ----------- | ----------- | ----------- | ------------ | ----------- | ----------- | --- | ----- |
| 2009-2010 | Scuderia Coloni | ABU1 FEA 12 | ABU1 SPR Rit | ABU2 FEA 11 | ABU2 SPR 21 | BHR1 FEA 16 | BHR1 SPR Rit | BHR2 FEA 15 | BHR2 SPR 16 | 25º | 0     |